# Syndrome de Bannayan-Riley-Ruvalcaba
Le syndrome de Bannayan-Riley-Ruvalcaba associe une macrocéphalie, des hamartomes intestinaux, des lipomes et des macules pigmentées du gland du pénis.
Les autres manifestations sont une macrosomie à la naissance, un retard de développement et un retard mental dans 50 % des cas, des troubles musculaires atteignant les muscles des ceintures, des articulations hyper extensibles, un pectus excavatum et une scoliose.
Le risque augmenté de cancer ne faisait pas partie au début de la description de cette pathologie mais il semble établi que les individus porteurs de la mutation du gène PTEN ont un risque augmenté de cancer.
Les polypes intestinaux dans cette pathologie ne sont pas liés à une augmentation du risque de cancer de l'intestin. Bien que dans le syndrome de Peutz-Jeghers, il existe des hamartomes intestinaux, ceux-ci sont histologiquement différents des hamartomes du syndrome de Bannayan-Riley-Ruvalcaba.

## Sources
- (en) Kevin M Zbuk, Jennifer L Stein, Charis Eng, PTEN Hamartoma Tumor Syndrome in GeneTests: Medical Genetics Information Resource (database online). Copyright, University of Washington, Seattle. 1993-2005 Genomic Medicine Institute Cleveland Clinic en (en).